# قبيسيات
القبيسيات أو جماعة الشيخة منيرة القبيسي هي جماعة وحركة إسلامية دعوية نسائية أسِّست في أوائل الستينيات من القرن العشرين، ومقرُّها دمشق في سورية، أسَّستها وقادتها الشيخة منيرة القبيسي، وهي داعية سورية الأصل، كانت من كبيرات تلميذات مفتي الجمهورية السورية الشيخ أحمد كفتارو شيخ الطريقة الصوفية النقشبندية في سورية، وهو الذي سلكها في هذه الطريقة الصوفية.
وبرزت في الجماعة شخصيات عدة منها درية العيطة التي ألَّفت كتابها "فقه العبادات على المذهب الشافعي" ودرَّسته وعرفت به.
القبيسيات مجموعة نسائية، وهي جزء نشط من حركة الصحوة الإسلامية في سورية، تدعو الجماعة إلى الإسلام غير السياسي، وتهدف إلى تعليم الشابات والفتيات السوريات القرآن والحديث النبوي والتفسير والفقه الشافعي والقيم والتقاليد الإسلامية. تنظم الجماعة دروسًا دينية في المنازل، كان لها أثر فعَّال في نشر الالتزام والمشاعر الدينية بين الشابات. عملت الحركة منذ أيامها الأولى بشكل شبه علني حتى حصلت على الاعتراف بها من قِبَل الدولة السورية في ظلِّ حُكم بشار الأسد في عام 2003، وسُمح لها بممارسة أنشطتها علنًا في المساجد الرسمية.
انتشرت الجماعة في دول أُخرى مثل الخليج العربي، واليمن، وأوربا، وأميركا، وأستراليا. وفي لبنان برزت سحر حلبي فصِرنَ يُعرَفنَ هناك باسم السَّحَريات، وفي الأردن بالطبَّاعيَّات نسبة إلى أستاذة تُدعى فادية الطبَّاع، وهذه التسميات تصدُر من خارج الجماعة غالبًا، وإلا فعضواتها لا يسمِّينها بأي تسمية ظاهرة.
وُصفت الحركة بأنها حركة دينية نسائية فريدة من نوعها في العالم، وأنها تكرس اهتمامها للمجتمع بالإحياء الديني، وغير معنية بنقد السياسات الحكومية أو مقاومتها، وتسعى دائمًا للعمل ضمن الهوامش المتاحة لها. وشُبهت بجماعة الديرشوية في مدينة القامشلي (أقصى شمال شرق سوريا).

## تاريخ الجماعة

### منيرة القبيسي
```
مؤسسة المجموعة منيرة القبيسي (تلقب أيضا بالشيخة أو الآنسة الكبرى) كانت قد ولدت في العاصمة السورية دمشق عام 1933، وانضمت مبكرا إلى الحقل الديني متأثرة بمفتي سوريا الأسبق الشيخ أحمد كفتارو. وعملت ضمن جماعة كفتارو لسنوات، قبل أن تتخذ خطا مغايرا بتأسيس حركة نسوية دينية أطلقت عليها تسمية «القبيسيات».  تخرجت من قسم العلوم الطبيعية بجامعة دمشق وعينت كمعلمة في مدارس مختلفة بدمشق ومكنها منصبها كمعلمة في المدرسة من الجمع بين عملها التربوي والدعوة الإسلامية، وقد كانت أنشطة الدعوة هذه سبب سجنها بضع مرات خلال أوائل الستينيات.
[
9
]
[
12
]
 ومنذ نهايات ستينات القرن الماضي، انطلقت القبيسي كداعية شابة ضمن صفوف هذه الجماعة الصوفية النقشبندية. وبعد 
مجزرة حماة عام 1982
 اضطرت الجماعة إلى القيام بأنشطتها الدعوية سرًّا حتى عام 2003.
[
12
]
```

شكل صعود بشار الأسد في العام 2000 نقطة تحول حيث تم السماح للحركة بالعمل بشكل علني، مع الإبقاء عليها تحت مجهر المخابرات السورية. وقد استفادت الجماعة بشكل كبير من التغيير في سياسات الحكومة السورية تجاه النهضة الإسلامية في المجتمع السوري؛ فألغى الرئيس بشار الأسد القانون الذي يمنع الفتيات من ارتداء الحجاب في المدارس الحكومية، ثم اعترف بالجماعة ودعاها إلى ممارسة أنشطتها علانية في المساجد العامة.
حرصت القبيسي على النأي بحركتها عن كل ماهو سياسي، بالاهتمام بالجانب الدعوي والخيري والاجتماعي من خلال التركيز على قطاعات بعينها كالتعليم (في تجربة شبيهة بالداعية التركي عبدالله غولن).

### الحرب الأهلية السورية 2011
نجحت حركة القبيسيات في الحفاظ على وجودها لاسيما داخل الحواضر الكبرى في سوريا، رغم ظروف الحرب التي مرت بها البلاد منذ العام 2012، والتي أثرت على العديد من التنظيمات والمجموعات الدينية ذات الخلفية الفكرية المعتدلة، في مقابل صعود التيارات الراديكالية.
ذلك وبالرعم من ان الحركة قد واجهت بعض الانشقاقات في العام 2011 جراء موقفها ككل من الثورة في سوريا، والذي شكل بمثابة نقطة تحول كبير بالنسبة إليها خصوصا وأنها أبدت في السابق حرصا على الحفاظ على نوع من الحياد رافضة التوغل في الحقل السياسي، أو إبداء أي موقف بشأنه، وهو ما ساهم على مدى عقود في تغلغلها وانتشارها أفقيا داخل المجتمع السوري، بيد أن هذه الانشقاقات لم تؤثر على النحو الذي يعتقده منتقدوها.
وكان نظام الرئيس بشار الأسد قد حرص على استقطاب هذه الحركة الدينية النخبوية إلى صفه بعد أن كانت المواقف الرسمية تجاهها متباينة ومغلفة بالكثير من الشكوك وانعدام الثقة. وشكل اللقاء الشهير في القصر الجمهوري في العام 2011 بين عضوات الحركة والرئيس الأسد وتلاه بسنوات منح سلمى عياش إحدى العضوات منصب معاون وزير الأوقاف بمثابة إعلان عن انحياز هذه الحركة للنظام في وجه الثورة، وإن كان البعض يرى أن هذا الحضور لا يمكن البناء عليه للحديث عن اصطفاف واضح وصريح، خصوصا وأنه غابت عنه مؤسسة الحركة منيرة القبيسي وأيضا أميرة جبريل.
وغياب مؤسسة الحركة منيرة القبيسي التام في خضم هذا التحول يعيده البعض إلى سنها وآخرون يرون في الأمر علاقة بتمسكها بنهجها في البقاء على الحياد وعدم الانخراط في السياسة.
الحرب الأهلية السورية كان لها كبير الأثر في تغيير موقف الحركة المعلن من عدم انخراطها في السياسة وتفضيلها للحياد للتركيز على نشاطها الدعوي. حيث اعتُبرت جماعة القبيسيات أحد أبرز الأمثلة على الجماعات التي انحازت عن حيادها لصالح النظام خلال الحرب.
فبينما كانت تعاني الجماعات الإسلامية في سوريا من ضغوطاتِ الشارع السوري التي دفعت قادة بعض الجماعات الميالة أساسًا للاعتراض على السياسات الحكومية إلى الخروج عن صمتها متمثلةً في قادة جماعة زيد التي اتخذت موقفًا حاسمًا بالانحياز المعلن للثورة؛ وأخرى كانت تؤثر الابتعاد عن أي موقف سياسي إلى إعلان انحيازها للنظام تحت لافتة "الفتنة" على إثر هذه الضغوط، استطاعت قيادة القبيسيات الصمود لوقت أطول في البقاء على حيادها من أخواتها من الحركات الأخرى التي كانت تؤثر الحياد السياسي، حتى فقدت قدرتها على المناورة والبقاء على الحياد بعد أن قُتلت إحدى قاداتها على حاجزٍ للجيش النظامي السوري أثناء تقديمها لمساعداتٍ إنسانية في وقت لاحق. كانت فاطمة الخباز قد قُتلت في 1 مارس/آذار عام 2013، وكانت تعد من أبرز قيادات القبيسيات وأقربهن إلى مؤسسة الجماعة الحاجة منيرة القبيسي.
وبعد ذلك استطاع النظام دفع قيادة الجماعة إلى الانخراط في مؤسسات السلطة والاندماج في خطابه، وفقدت الجماعة الكثير من هيبتها وتأثيرها في المجتمع السوري على إثر ذلك. والجدير بالذكر أن النظام سمح للقبيسيات بالنشاط بدون تحفظ عام 2003، وقد استفاد من انتشارها السريع، في سياق استخدامه الحركات والجماعات الدينية في مواجهة مخاطر استهدافه بعد احتلال العراق.
ويرى المدافعون عن الحركة أن موقفها هذا في الخروج عن حيادها كان اضطراريا للحفاظ على وجودها واستمراريتها، لأن استعداءها للنظام في تلك الفترة قد يقود إلى سحقها خصوصا وأن موطن ثقلها كان دمشق حيث مركز نفوذ الرئيس الأسد، منوهين إلى أنه لم يسجل أي تصريح علني من عضوات الحركة ينتصرن فيه لهذا الطرف أو ذاك.
في المقابل يجد هذا الموقف انتقادا من المؤيدين للثورة وقوى المعارضة، الذين يرون في أن بنية القبيسيات نفسها القائمة على الطبقة الثرية تجعل مصالح الحركة تتقاطع بالضرورة وحسابات السلطة. ويستشهد هؤلاء بتعيين إحدى عضوات الحركة سلمى عياش كمعاون لوزير الأوقاف، والذي كان الهدف منه ضمان ولاء الحركة ومكافأتها على جهود دعمها.

## الطباعيات
الطبَّاعيات أو جماعة الطبَّاع نسبة إلى فاديا الطباع، وهي إحدى تلميذات منيرة القبيسي في الأردن. استلمت فاديا الطباع شـؤون الجماعـة منـذ مطلـع الثمانينيـات، فأصـبحت تعـرف
بجماعة فاديا الطباع. ومن أبرز مؤسسـات الجماعـة في الأردن: مـدارس الـدر المنثـور التـي تـديرها فاديـا الطبـاع

## عقيدتها الفكرية
هناك خلاف حول أيديولوجية الجماعة. يدّعي البعض أن الجماعة متأثرة بالفكر الصوفي للطريقة الكفتارية النقشبندية. أساس هذا الافتراض هو أن منيرة القبيسي كانت من تلاميذ الشيخ أحمد كفتارو. كما أن طبيعة عمل المجموعة لها صفة صوفية التي تتركز في الدعوة إلى رفع مستوى الوعي الديني والأخلاقي للمجتمع من خلال تحفيز السلوك والعادات الأخلاقية للفرد.

## الانتقادات الموجهة للحركة
بعض النقاد للحركة يرون أن فكر القبيسيات متأثر بالفكر البعثي مُدّعينَ أنَّ لبعض أعضاء المجموعة صلة قرابة بأعضاء من حزب البعث.

### الحركات المعارضة للقبيسيات
- الاتجاه السلفي: وصف هذا الاتجاه القبيسيات بكونهن امتدادًا لحركة مفتي سوريا السابق أحمد كفتارو الصوفي النقشبندي ووجه لهن اتهامات تتلخص في أن منهجن قائم على البدع التي يختلقنها ويتبعنها. وبناءًا على ذلك وجه كبار الاتجاه السلفي للحركة صفة الشرك مستدللين بما وصفوه بـ"المعتقدات السلبية" للتصوف الفلسفي التي تتركز - بحسب رؤيتهم - حول كل من "الحلول" و"الاتحاد" و"وحدة الوجود" و"اعتقاد الرابطة".[17]
- الأحباش: اتهم الأحباش الحركة بالحلول والاتحاد والكفر. يرى المراقبون أن سبب الخصومة بين الفرقتين هو أن انتشار القبيسيات في لبنان قد أشعل التنافس بين الجماعتين على استقطاب النساء.[17]
- معارضو نظام الأسد العلمانيون: تصف هذه الجماعة القبيسيات بأنهن مجرد مؤسسة أمنية ناعمة حاولت أن تقدم النظام بصورة "المقاوم الممانع والوطني الشريف" الذي هدفَ إلى محاربة الإرهابيين والانقسام الطائفي في سوريا. ويلاحظ على هذا الاتجاه أنه حكم على الجماعة من زاوية موقفها السياسي في عقدها الأخير فوحد بينها وبين النظام؛ وروج لكونها تحت مظلته وامتدادًا لظله. كما قام أحد اتباع هذا الاتجاه بوصفهن بـ"السحاقيات" مستندين في ذلك إلى موقفهن الذي اعتبروه "سلبيًا" من الرجال. وفضل اتباع هذا الاتجاه تعريف القبيسيات بكونها اتجاهًا نسويا على كونها جماعةً نسائية. ويرى المراقبين أن في ذلك إسراف في العداء يمجه المنهج العلمي.[17]

### المؤيدون
يتمثل هذا الاتجاه في بعض الشخصيات التي تتصل اتصالا مباشرًا بـ"القبيسيات" وتعد من مرجعياته الروحية والفكرية كأحمد كفتارو ووريثه محمد بشير الباني والدكتور البوطي الذي أشاد بـ"سلامة منهجهن وبحسن ولائهن للوطن"، ومحمد حبش - وهو عضو مجلس الشعب سابقًا - الذي نفى ما ثار حولهن من شائعات وامتدح طريقتهن الدعوية و"كفاءتهن"، وكذلك الأمر عند أصحاب المدارس التقليدية؛ وبعد شهرتهن أصبحت كل جماعة ترى فيهن امتدادًا طبيعيا لها. أما وزارة الأوقاف السورية تبنت هذه الجماعة تحقيقًا لمصالح النظام، ومنحت بعض الشخصيات النسائية مكانا عليا في مناصب سيادية في وزارتها.

## هيكلها التنظيمي
مثل جميع الطرق الصوفية، فإن المجموعة لديها تنظيم هرمي. يتم توزيع النساء على مختلف الرتب داخل المنظمة. تُعرف رتبة عضوة في الجماعة بلون حجابها. غالبًا ما يتم التعرف على أعضاء المجموعة من خلال أسلوبهم المميز في اللباس، وهو حجاب مربوط بعقدة كبيرة تحت الذقن ومعاطف بأزرار تنزل على مستوى منتصف الساق. يرتدي الحجاب الأبيض أعضاء مجندون حديثًا أو أعضاء بدرجة منخفضة من الالتزام بأنشطة المجموعة. الحجاب الأزرق الفاتح يرتديه الأعضاء الذين تمت ترقيتهم وهم من الرتبة الوسطى. إلى جانب العمل على تجنيد فتيات جدد في المجموعة، يحق لأعضاء هذه الرتبة القيام بمهام تنظيمية وتعليمية. تتراوح المهام التنظيمية بين تنظيم الأحداث وترتيب أماكن الاجتماعات. تتمثل المهام التعليمية بشكل أساسي في تلاوة القرآن والأحاديث مع أعضاء المجموعة الشباب. يتم إعطاء الحجاب الأزرق الداكن للأعضاء النشطين وكبار الأعضاء؛ هؤلاء الأعضاء مكلفون بمهمة التدريس والوعظ بنصوص أكثر تعقيدًا مثل الفقه والشريعة.

## وصلات خارجية
- جماعة القبيسيات.... النشأة والتكوين من جسور للدراسات
- القبيسيات.. تنظيم ديني "نسوي" لا يدخله الرجال من الجزيرة.نت
- التيارات الإسلامية في سوريا: تجربة الثورة وإدارة سلطات محلية (ورقة بحثية) من مركز الجزيرة للدراسات

- "القبيسيات الجذور الفكرية والمواقف السلوكية" لـ«محمد خير موسى» (سلسلة مقالات ودراسات):

- القُبيسيَّات.. الجذور الفكريّة والمواقف السُّلوكيّة (1) (الجزء الأول) من رابطة العلماء السوريين
- القُبَيسيَّات .. الجذور الفكريّة والمواقف السّلوكيّة (2) (الجزء الثاني) من رابطة العلماء السوريين

- القبيسيّات؛ الهيكليّة واللّباس (3) (الجزء الثالث) من الجزيرة مباشر

- القُبيسيَّات بين دار الأرقم وجبل الصّفا (4) (الجزء الرابع) من رابطة العلماء السوريين

- القُبَيسيّات .. المرتكزات الفكريّة والتّربويّة والمناهج الشّرعيّة (5) (الجزء الخامس) من رابطة العلماء السوريين

- القُبَيسيّات .. ماذا عن العلاقة بين الآنسة والطّالبة (6) (الجزء السادس) من الجزيرة مباشر

- القُبيسيّات وَعَهد حافظ الأسد (7) (الجزء السابع) من الجزيرة مباشر

- القُبيسيّات ونظام بشّار الأسد إلى ما قبل الثّورة (8) (الجزء الثامن) من الجزيرة مباشر

- القُبَيسيّات .. وأوّلُ ثلاث سنواتٍ من الثّورة (9) (الجزء التاسع) من الجزيرة مباشر

- القٌبَيسيّات .. من الصّمت إلى مساندة بشّار الأسد (10) (الجزء العاشر) من رابطة العلماء السوريين

- القُبيسيّات .. ومواقف الجماعات والتيّارات المختلفة (11) (الجزء الحادي عشر) من منتدى العلماء

- القٌبيسيّات .. كلماتٌ أخيرة لا بدّ منها (12) (الجزء الثاني عشر) من الجزيرة مباشر